# 海蜥龍屬
海蜥龍屬（學名：Maresaurus）是種已滅絕海生爬行動物，是蛇頸龍目上龍亞目的一屬，化石發現於阿根廷的侏羅紀中期（巴柔階）地層。模式種是高卡海蜥龍（M. coccai），是在1997年由Gasparini敘述、命名。近年種系發生學研究發現海蜥龍是菱龍科的一屬。

## 外部連結
- Smith, Adam S. and Dyke, Gareth J. (2008) "The skull of the giant predatory pliosaur Rhomaleosaurus cramptoni: implications for plesiosaur phylogenetics" （页面存档备份，存于）. Naturwissenschaften.
- Maresaurus Plesiosaur Directory